# Gumersindo Pacheco
Gumersindo Pacheco, también conocido como Sindo Pacheco, nació en Cabaiguán, Cuba, en 1956, y es un narrador perteneciente a la generación de los 90, los llamados "Novísimos", junto a Ana Luz García Calzada, Miguel Rafael Cañellas Sueiras, Guillermo de Jesús Vidal Ortiz, Carlo Calcines, entre otros.
Cultivó el cuento y la novela tanto para niños y jóvenes como para adultos. En 1996 salió hacia Costa Rica, y luego emigró a Estados Unidos, radicándose en la ciudad de Miami, lugar donde actualmente reside. Ha publicado entre otros los siguientes libros: Oficio de Hormigas (cuentos, 1990), Premio Abril; y las novelas Esos Muchachos y María Virginia está de Vacaciones (esta última recibió el premio latinoamericano 'Casa de las Américas', el premio anual 'La Rosa Blanca' que concede la 'Unión de Escritores y Artistas de Cuba', y el 'Premio de la Crítica a las mejores obras publicadas en Cuba durante 1994'.

## Biografía, antecedentes literarios
Desde la obtención del premio 'El Caimán Barbudo' (1990), se destacó por el humor y la ironía con que examina la realidad cubana, en particular el mundo de los adolescentes, de la escuela secundaria, de los escritores, de las pequeñas ciudades del centro del país. 
Otras publicaciones suyas son: María Virginia mi amor o María Virgina y yo en la Luna de Valencia, finalista del 'Premio Norma-Fundalectura'; así como Las raíces del tamarindo, obra amarga y crítica, finalista del 'Premio EDEBÉ', y publicada por dicha editorial en Barcelona. En el 2003, la Plaza Mayor de Puerto Rico, reeditó su novela María Virginia está de vacaciones.
Cuentos suyos han aparecido en las antologías “Cuentos de la Remota Novedad”, “Los muchachos se divierten”, “Diana”, “Fábulas de ángeles”, “Antología del cuento espirituano”, "Punto de Partida", y en diferentes revistas como 'Bohemia', 'El Caimán Bardudo', 'Letras Cubanas', 'Casa de las Américas', entre otras. Algunos de sus textos también han sido publicados en México, Rusia, Venezuela, Argentina, y España.
Su novela María Virginia está de vacaciones fue llevada a la radio (Radio Sancti Spiritus, 2011), y a la televisión cubana (2014).